# TAKAO KISUGI THE VIDEO Something Else
『TAKAO KISUGI THE VIDEO Something Else』（たかお きすぎ ザ ビデオ サムシングエルス）は、1989年にリリースされた来生たかおの映像作品（VHS〈規格品番：KFV-002〉）である。

## 概要
コンサートツアー『Concert Tour '89〜'90 Something Else』の会場でパンフレット代りに販売されたビデオソフトで、ファンクラブ会員向けに通信販売もされた。これは来生自身の発案だったが、冗談で言ったつもりが実現したものと明かしている。なお、2010年現在、DVD化はされていない。
1988年、全国5大都市で開催された『来生たかお With フルオーケストラコンサートツアー STÉLLA』の初日である9月12日（東京都・昭和女子大学人見記念講堂）の模様（「浅い夢」「シルエット・ロマンス」「Goodbye Day」）及び「挨拶ソング」、コンサートツアーのリハーサル風景、オリジナルアルバム『SOMETHING ELSE』のレコーディング風景、インタビュー、“スタートルが語る「来生たかお」”等が収録されている。
オープニングの挨拶シーンや1問1答形式のインタビューは、1989年10月19日、雨模様の中、武蔵野にある来生の自邸近くの雑木林で撮影されたもので、来生は普段着で出演している。また、散歩中という設定で来生が連れている犬は、近隣から借りて来たものだという。

## パッケージの体裁

### アルバムタイトル
ケースの側面部は“来生たかお SOMETHING ELSE THE VIDEO”となっている。

## 収録曲
1. 挨拶ソング
  - 作詞：来生えつこ ／ 作曲：来生たかお
  - 元々、1988年に開催された『来生たかお With フルオーケストラコンサート STÉLLA』のために作られた楽曲で、本映像作品にのみ収録されている。来生が弾き語りで歌っているが、コンサートではなく別に撮影されたもので、また、冒頭の部分には挨拶の映像が挿入されているため、完全な形での収録ではない。
2. 浅い夢
  - 作詞：来生えつこ ／ 作曲：来生たかお
  - ピアノを担当して歌っている。
  - 楽曲の詳細はオリジナル・アルバム『浅い夢』を参照。
3. シルエット・ロマンス
  - 作詞：来生えつこ ／ 作曲：来生たかお
  - ハンドマイクで歌っている。
  - 楽曲の詳細は企画アルバム『Visitor』を参照。
4. Goodbye Day
  - 作詞：来生えつこ ／ 作曲：来生たかお
  - ハンドマイクで歌っている。
  - 楽曲の詳細はオリジナルアルバム『Sparkle』を参照。

## 参加ミュージシャン
CONCERT TOUR CAST
- Piano：来生たかお、松田真人
- Keyboards：松田真人、加藤実
- Guitar：荒木博司
- Electric Bass：多田文信
- Drams：松本照夫

※以下はファンクラブの会報に記載された『来生たかお With フルオーケストラコンサートツアー STÉLLA』の参加ミュージシャン
- Piano：来生たかお、松田真人
- Acoustic Guitar：鳴海寛
- Latin Percussions：菅原ゆうき
- Chorus：松田真人、鳴海寛
- Harp：斉藤葉
- Orchestra：神奈川フィルハーモニー管弦楽団、札幌交響楽団、宮城フィルハーモニー管弦楽団、関西フィルハーモニー管弦楽団、名古屋シティフィルハーモニーオーケストラ
- Conductor：風戸慎介
- Arranger：風戸慎介、中西俊博、朝川朋之、松田真人

## 参加スタッフ
CONCERT STAFF
- Planning Producer：竹脇隆（Kitty Artists）
- Stage Director：滝口一憲（Office Mimata）
- Lighting Planner：上島正昭（Office 215）
- Lighting Operator：荻野宏二（Office 215）
- Concert Mixer：高橋宏幸（Soundman）
- Fold Back Mixer：斉藤清（Soundman）
- Stage Manager：及川忠泰（Kitty Artists）
- Artist Manager：小松裕二（Kitty Artists）
- Stage Producer：柴田幹夫（Kitty Artists）
- Stage Production Assistant：前野哲（Kitty Artists）
- Fun Club Desk：渡辺智加（Kitty Artists）

VIDEO STAFF
- Planning Producer：石川隆夫（Kitty Records）
- Producer：岡田洋（Kitty Video）
- Director：杉本治
- Production Assistant：小宮優子（Kitty Video）
- Editor：小原雅之
- MA：東里聡（ヒューマン アルファチャンネル）
- Thanks To 高橋良一（Kitty Records）、中川順平（Kitty Video）、添野和秋（銀座ビデオテック）、角谷誓子（Kitty Records）

- Special Thanks To 来生えつこ
- Exective Producer：多賀英典

※以下はファンクラブの会報に記載された『来生たかお With フルオーケストラコンサートツアー STÉLLA』の参加スタッフ
- Planning Producer：竹脇隆（Kitty Artists）
- Artist Manager：小松裕二（Kitty Artists）
- Stage Director：滝口一憲（Space Fantasy）、野村治（Space Fantasy）
- Stage Manager：及川忠康（Kitty Artists）
- Lighting Planner：青柳節郎（Office 215）
- Lighting Operator：上島正昭（Office 215）、荻野宏二（Office 215）
- Concert Mixer：高橋宏幸（Soundman）、佐々木敦史（Soundman）、斉藤清（Soundman）
- Stage Desigher：中沢ひろし（金井大道具）
- Transportor：金子勤（サンプラント）
- Musical Instrument：武重正
- Stage Producer：柴田幹夫（Kitty Artists） 、前野哲（Kitty Artists）
- Special Thanks To 綜合企画、キョードー横浜、フェスティバル札幌、G.I.P.、サウンドクリエーター、ジェイルハウス